# Septett Es-Dur (Bruch)
Das Septett Es-Dur (ohne Opuszahl, bzw. op. posth.) ist eine kammermusikalische Komposition für Klarinette, Horn, Fagott, zwei Violinen, Violoncello und Kontrabass und eines der wenigen erhaltenen Frühwerke von Max Bruch. Es wird auf das Jahr 1849 datiert, zu diesem Zeitpunkt war Bruch elf Jahre alt. Die Aufführungsdauer beträgt eine gute halbe Stunde.

## Hintergrund und Überlieferung
Max Bruch zeigte sich bereits in seiner frühen Kindheit als hochbegabtes Wunderkind: Soweit bekannt, schrieb er sein erstes Stück im Alter von neun Jahren. In den nachfolgenden Jahren verfasste er einige Gelegenheitskompositionen, von denen die meisten verschollen sind. Das Manuskript des Septetts fand sich 1968 im Nachlass der Witwe von Bruchs ältestem Sohn. Laut dem Eintrag im Max-Bruch-Archiv am Musikwissenschaftlichen Institut der Universität zu Köln befindet sich das Autograph in Privatbesitz.
Das Septett datiert auf den 28. August 1849, Goethes 100. Geburtstag, was offenkundig eine Hommage an den von Bruch zeitlebens hoch geschätzten Dichter darstellt. Bezeichnenderweise ist etwa mit Scherz, List und Rache auch sein Opus 1 eine komische Oper, die einen Goethe-Stoff vertont.

## Aufbau und Charakterisierung
Die Komposition gliedert sich in die vier folgenden Sätze:
1. Andante maestoso – Allegro con brio
2. Adagio
3. Scherzo (Allegro)
4. Largo – Allegro vivace

Das Septett ist hauptsächlich an ältere Vorbilder mit vergleichbarer kammermusikalischer Besetzung angelehnt, vornehmlich Ludwig van Beethovens Septett und Franz Schuberts Oktett. Es besitzt jedoch nach Ansicht von Christopher Fifield bereits „frühe Merkmale Bruchscher Melodik, jugendliche Frische und Charme rheinischer Herkunft“. Die erstaunlich sichere Instrumentation überrascht durch die etwas undifferenzierte Behandlung der drei Blasinstrumente, wodurch die Hornstimme einigermaßen schwierig wird. Auch die formale und harmonische Anlage des ausgedehnten Werks lassen Bruchs frühe Reife erkennen.